# Tyurkedi
Tyurkedi är en ort i Azerbajdzjan.   Den ligger i distriktet Sabirabad Rayonu, i den centrala delen av landet, 130 km väster om huvudstaden Baku. Antalet invånare är 1 960.
Terrängen runt Tyurkedi är mycket platt. Runt Tyurkedi är det ganska tätbefolkat, med 72 invånare per kvadratkilometer.. Närmaste större samhälle är Saatlı, 12,6 km söder om Tyurkedi.
Trakten runt Tyurkedi består till största delen av jordbruksmark.